# Ласрад
Ласра́д (фр. Lasserade) — коммуна во Франции, находится в регионе Юг — Пиренеи. Департамент — Жер. Входит в состав кантона Плезанс. Округ коммуны — Миранд.
Код INSEE коммуны — 32199.

## География
Коммуна расположена приблизительно в 610 км к югу от Парижа, в 115 км западнее Тулузы, в 45 км к западу от Оша.
По территории коммуны протекают реки Миду и Аррос.

## Климат
Климат умеренно-океанический. Лето жаркое и немного дождливое, температура часто превышает 35 °С. Зимой часто бывает отрицательная температура и ночные заморозки. Годовое количество осадков — 700—900 мм.

## Население
Население коммуны на 2010 год составляло 204 человека.
| 1962 | 1968 | 1975 | 1982 | 1990 | 1999 | 2010 |
| ---- | ---- | ---- | ---- | ---- | ---- | ---- |
| 308  | 295  | 268  | 251  | 211  | 226  | 204  |

## Администрация
| Период | Период | Фамилия         | Партия | Примечания |
| ------ | ------ | --------------- | ------ | ---------- |
| 2001   | 2014   | Жан-Пьер Лаберу |        |            |
| 2014   | 2020   | Изабель Бланшар |        |            |

## Экономика
В 2010 году среди 108 человек трудоспособного возраста (15-64 лет) 75 были экономически активными, 33 — неактивными (показатель активности — 69,4 %, в 1999 году было 68,3 %). Из 75 активных жителей работали 64 человека (33 мужчины и 31 женщина), безработных было 11 (4 мужчины и 7 женщин). Среди 33 неактивных 9 человек были учениками или студентами, 17 — пенсионерами, 7 были неактивными по другим причинам.

## Достопримечательности
- Замок Ласрад (1-я пол. XX века). Исторический памятник с 2013 года[4]
- Церковь Сент-Ози (XVII век). Исторический памятник с 1995 года[5]

## Фотогалерея

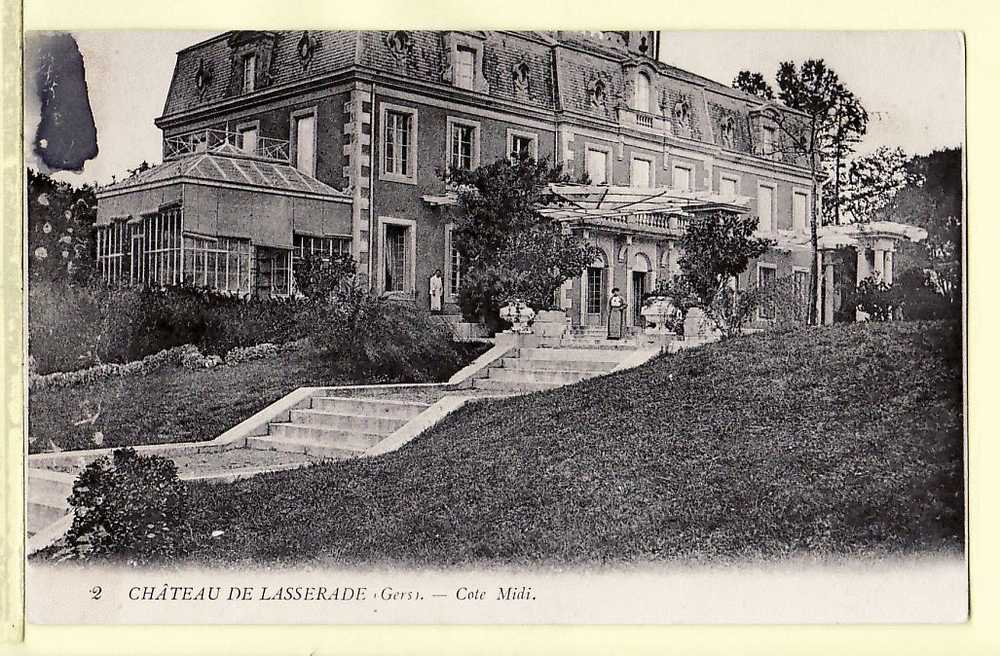
Замок Ласрад (1917 год)
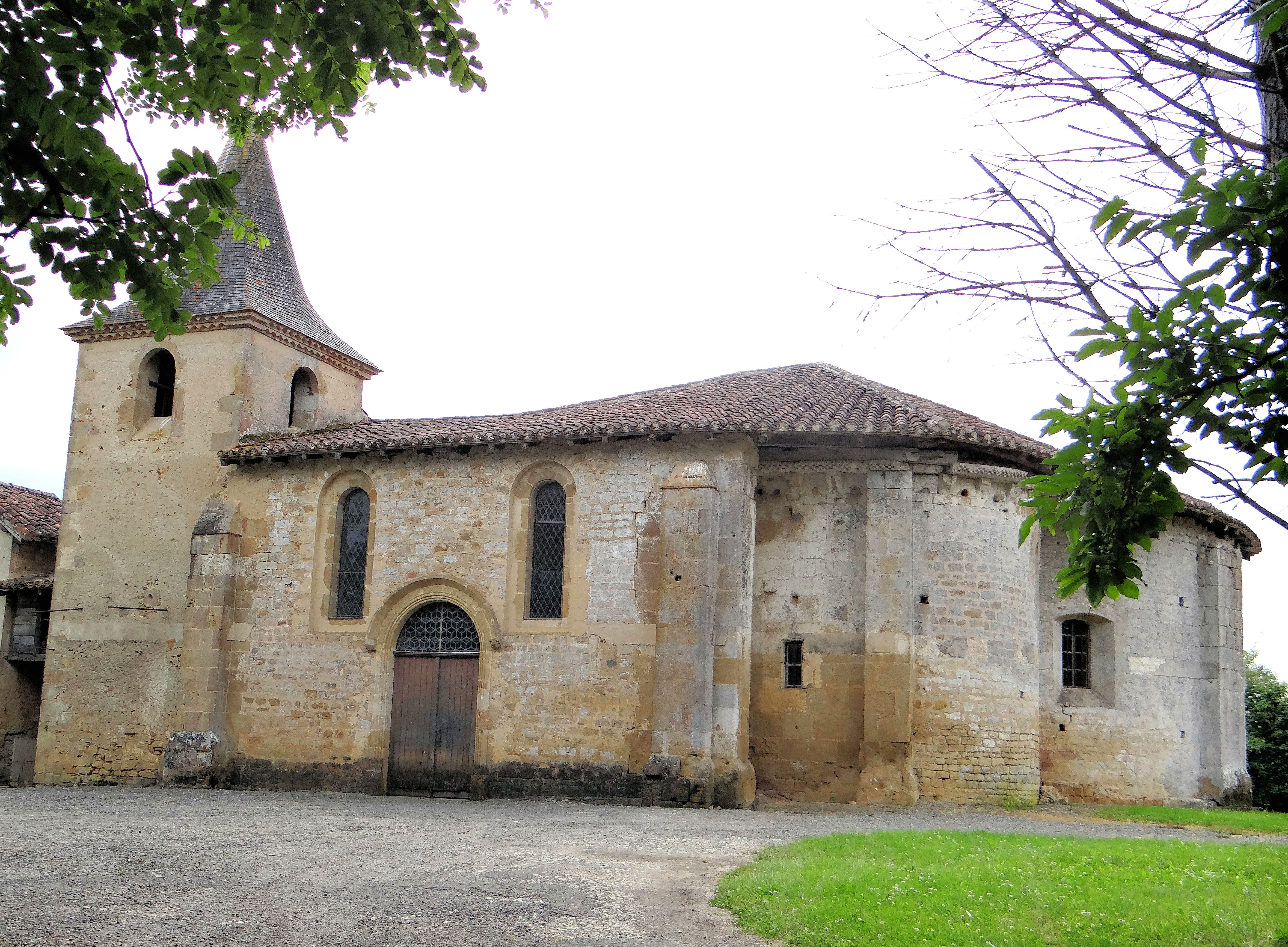
Церковь Сент-Ози
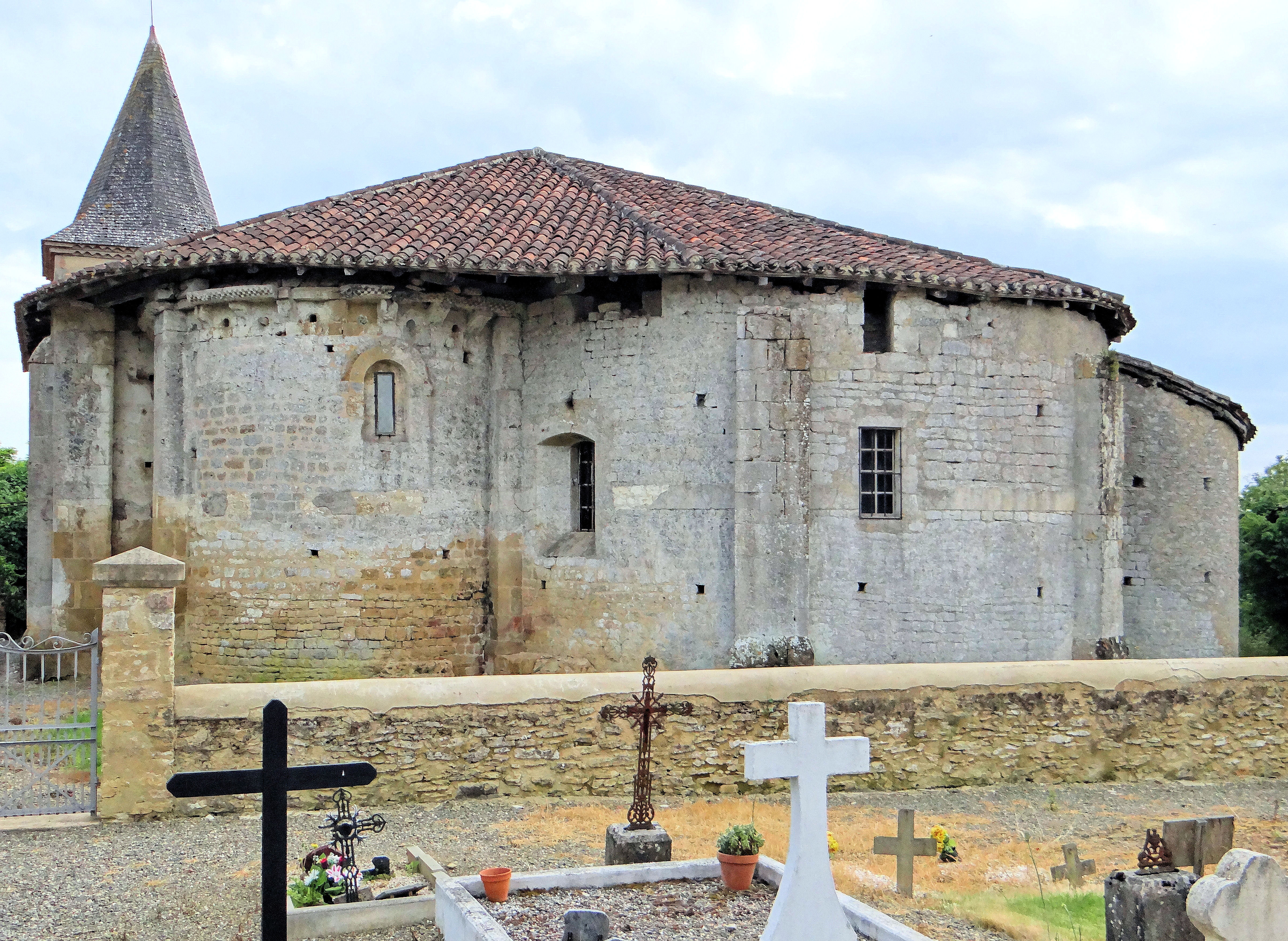
Церковь Сент-Ози
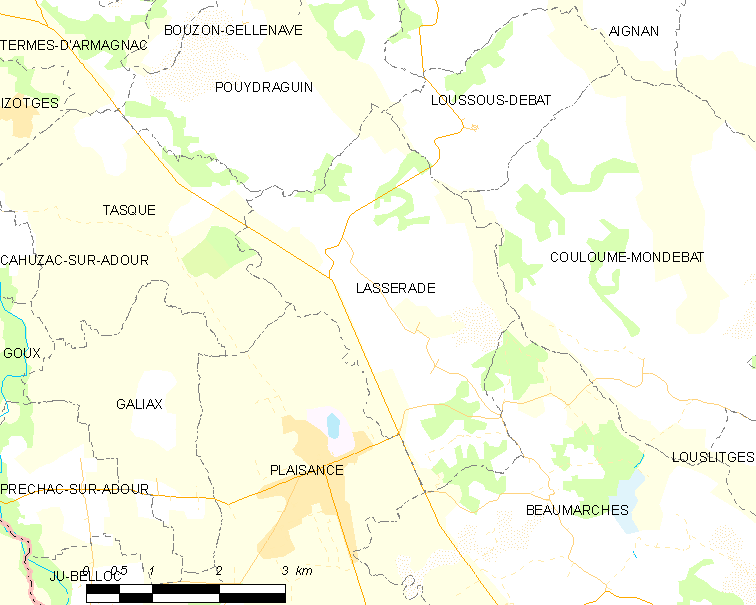
Карта коммуны